# Bagnolo di Po
Bagnolo di Po (wen.-Bagnolo de Po) – miejscowość i gmina we Włoszech, w regionie Wenecja Euganejska, w prowincji Rovigo.
Według danych na rok 2004 gminę zamieszkuje 1409 osób, 67,1 os./km².